# Созе, Франк
Франк Гасто́н Анри́ Созе́ (фр. Franck Gaston Henri Sauzée; родился 28 октября 1965 года в Обене, Франция) — французский футболист, выступавший на позиции полузащитника. Известен по выступлениям за «Олимпик Марсель» и сборную Франции. Участник Чемпионата Европы 1992 года. Победитель Лиги чемпионов 1993 года.

## Клубная карьера
Созе начал карьеру в клубе «Сошо» Лиги 2. В августе 1983 года в матче против «Руана» он дебютировал на профессиональном уровне в возрасте 17 лет. В 1987 году Франк помог команде выйти в Лигу 1, но по окончании сезона клуб вернулся обратно. В 1988 году Созе в составе «Сошо» дошёл до финала Кубка Франции, где по пенальти уступили «Мецу».
Летом того же года Франк перешёл в «Олимпик Марсель». В своём первом сезоне он стал чемпионом Франции и завоевал национальный кубок. Во втором сезоне Созе вновь выиграл Лигу 1. В 1990 году он перешёл в «Монако», в составе которого во второй раз стал обладателем Кубка Франции. В следующем сезоне Франк вернулся в «Олимпик». В 1992 году Созе в третий раз стал чемпионом Франции. В 1993 году он помог клубу выиграть Лигу чемпионов, забив вместе с одноклубником Аленом Бокшичем по 6 голов и сделав хет-трик в ворота московского ЦСКА (это был 4-й хет-трик в истории Лиги чемпионов).
Летом того же года Созе перешёл в итальянскую «Атланту». В 16 матчах Серии А он забил один мяч. По окончании сезона «Аталанта» вылетела в Серию B и Франк покинул команду. Он вернулся во Францию, где пять сезонов отыграл за «Страсбур» и «Монпелье». В 1999 году Созе перешёл в шотландский «Хиберниан». В том же году он помог клубу выйти в Премьер-лигу. Франк был выбран капитаном команды и в 2001 году дошёл с «Хайбернинаном» до финала Кубка Шотландии, а также занял третье место в чемпионате. Фаны «Хибс» очень любили Франка и даже дали ему прозвище «Божественный». В 2001 году Созе завершил карьеру после чего остался тренером, но его карьера в новом качестве не была столь удачна, как игровая и вскоре он покинул «Хиберниан».
Позже он пришёл на французское телевидение, как комментатор и эксперт. С 2008 года, с небольшим перерывом Созе комментирует матчи Лиги 1 на Canal+.

## Международная карьера
В 1988 году Созе в составе молодёжной национальной команды выиграл молодёжный чемпионат Европы в Ирландии. В том же году он дебютировал за сборную Франции. 19 ноября 1988 года в матче отборочного турнира Чемпионата мира 1990 года против сборной Югославии Франк забил свой первый гол за национальную команду. В 1992 году Созе попал в заявку сборной на Чемпионат Европы в Швеции. На турнире он принял участие в матчах против команд Англии и хозяев чемпионата шведов.

### Голы за сборную Франции
| #   | Дата            | Место                                 | Противник | Счёт | Соревнование                            |
| --- | --------------- | ------------------------------------- | --------- | ---- | --------------------------------------- |
| 01. | 19 ноября 1988  | Стадион Партизана, Белград, Югославия | Югославия | 2:3  | Чемпионат мира 1990 отборочный турнир   |
| 02. | 28 марта 1990   | Ференц Пушкаш, Будапешт, Венгрия      | Венгрия   | 3:1  | Товарищеский матч                       |
| 03. | 20 февраля 1991 | Парк де Пренс, Париж, Франция         | Испания   | 3:1  | Чемпионат Европы 1992 отборочный турнир |
| 04. | 30 марта 1991   | Парк де Пренс, Париж, Франция         | Албания   | 5:0  | Чемпионат Европы 1992 отборочный турнир |
| 05. | 30 марта 1991   | Парк де Пренс, Париж, Франция         | Албания   | 5:0  | Чемпионат Европы 1992 отборочный турнир |
| 06. | 14 августа 1991 | Городской стадион, Познань, Польша    | Польша    | 5:1  | Товарищеский матч                       |
| 07. | 28 июля 1993    | Мишель Д'Орнано, Кан, Франция         | Россия    | 3:1  | Товарищеский матч                       |
| 08. | 22 августа 1993 | Росунда, Стокгольм, Швеция            | Швеция    | 1:1  | Чемпионат мира 1994 отборочный турнир   |
| 09. | 13 октября 1993 | Парк де Пренс, Париж, Франция         | Израиль   | 2:3  | Чемпионат мира 1994 отборочный турнир   |

## Достижения

### Командные
«Олимпик Марсель»
- Чемпионат Франции по футболу: 1988/1989, 1989/1990, 1991/1992
- Обладатель Кубка Чемпионов: 1993
- Обладатель Кубка Франции: 1989

«Монако»
- Обладатель Кубка Франции: 1991

Франция (до 21)
- Чемпионат Европы по футболу среди молодёжных команд: 1988